# Patkós Márton
Patkós Márton (Szombathely, 1991. október 4. –) magyar színész. Édesapja Patkós Sándor fagottművész.

## Életpályája
1991-ben született. Középiskolai tanulmányainak utolsó két évet Szombathelyen, a Nagy Lajos Gimnáziumban végezte, 2011-ben érettségizett. 2016-ban végzett a Színház- és Filmművészeti Egyetemen. 2016-tól az Örkény Színház tagja, ahol egyetemi gyakorlatát is töltötte. Az RTL+ reklámhangja.

## Színházi szerepei
- Hauptmann: A bunda - Doktor Fleischer (Ódry Színpad, 2014)
- Borbély Szilárd: Nincstelenek (Ódry Színpad, 2014)
- Térey János: NIBELUNG beszéd - Hagen (Ódry Színpad, 2014)
- Adieu Paure Carneval (Ódry Színpad, 2015)
- Shakespeare: Athéni Timon- Timon (Ódry Színpad, 2015)
- Shakespeare: Macbeth (Ódry Színpad, 2015)
- Utolsó estém a földön - X (Ódry Színpad, 2016)
- Shakespeare: III. Richárd - Catesby (Gyulai Várszínház, 2016)
- e föld befogad avagy SZÁMODRA HELY - Hamvaskürthy Péter
- Pál utcai fiúk - Boka
- Jarry: Übü király, vagy a lengyelek
- Hamlet - Laertes
- Tartuffe - Valér
- Apátlanok - Simon
- Az ügynök halála - Bernard
- A Bernhardi-ügy - Dr. Adler

## Filmes és televíziós szerepei
- Kincsem (2017)
- Testről és lélekről (2017)
- Napszállta (2018)
- Így vagy tökéletes (2021) ...Drogos fiú
- A legjobb dolgokon bőgni kell (2021) ...Marci
- A besúgó (2022) ...Száva Zsolt
- Nyugati nyaralás (2022) ...Soltész Rezső
- Veszélyes lehet a fagyi (2022) ...Ákos
- Műanyag égbolt (2023) ...kapitány
- Cicaverzum (2023) ...A macska hangja
- Semmelweis (2023) ...Braun
- És mi van Tomival? (2024) ...Tomi

## Díjai, elismerései
- Junior Prima díj (2017)[6]
- Pünkösti Andor-díj (2017)